# Loricrin
Loricrin ist ein Protein, welches im Verhornungsprozess quervernetzt wird.
Insbesondere Loricrin und Involucrin werden in der Übergangszone zwischen Stratum granulosum und Stratum corneum quervernetzt. Beide Proteine und eine Vielzahl an weiteren beteiligten Proteinen zusammen bilden die Hülle der verhornten Epidermalzellen. Die Quervernetzungen von Loricrin bestehen aus vier möglichen Isopeptidbindungen: K89:Q154, K89:Q216, Q212:K312 und Q213:K312.